# آینه تاکسی
آینه تاکسی فیلمی به کارگردانی عزیزاله رفیعی و نویسندگی اسماعیل پورسعید محصول سال ۱۳۳۹ است.

## خلاصه داستان
یک راننده تاکسی شیفتهٔ دختری می‌شود و برای دستیابی به دختر دلخواهش و ازدواج با او ناملایمات فراوانی را متحمل می‌شود و پس از یک سلسله وقایع مهیج دسته‌ای از قاچاقچیان مواد مخدر را تحویل قانون می‌دهد و خود نیز به دختر مورد نظرش دست می‌یابد...

## بازیگران
- علی تابش
- فریده نصیری
- مهین معاون زاده
- همایون
- منوچهر طایفه
- اشرف کاشانی
- جواد تقدسی
- رضا عبدی
- احمد قدکچیان
- پرخیده